# People Under the Stairs
People Under the Stairs is een hiphopduo uit Los Angeles, Californië. Het duo, Double K († 2021) (Michael Turner) en Thes One (Christopher Cesar Portugal) bracht in 1998 hun eerste album uit: The Next Step. 
Het duo maakt underground hiphop, een subgenre binnen de hiphop. Ze staan erom bekend om alles zelf te doen en niet afhankelijk te zijn van externe producerers. 

## Naamgeving
De naam het duo heeft niets te maken met de gelijknamige film uit 1991 The People Under the Stairs maar ze vonden dit goed passen bij hun kunstzinnige muziekstijl. Bovendien bleven ze vaak langdurig binnen om muziek te maken, ze bleven dus letterlijk "Under the stairs". 

## Overlijden Double K
Op 30 januari 2021 overleed Double K op 43-jarige leeftijd om onbekende redenen. 

## Muziekstijl
People Under the Stairs staat erom bekend voor het gebruik van vele samples uit een breed pallet aan muziekgenres, meestal vrolijke underground hiphop te maken. Ze werden beïnvloed door hiphop artiesten uit de jaren '90, ook wel de Gouden eeuw van de hiphop (Golden age) genoemd. Hiphopgroepen zoals The Pharcyde, Jurassic 5, The Beatnuts en A Tribe Called Quest (zie tribute: check the vibe van het album Carried Away) behoren zeker tot hun invloeden. De groep vermeed politiek-kritische lyricks maar had het over alledaagse thema's over hun leven in Los Angeles. Hoewel ze nooit doorgebroken zijn bij het brede publiek kunnen ze rekenen op een wereldwijde fanbase.  

## Discografie
- The Next Step (1998)
- Question in the Form of an Answer (2000)
- American Men Vol.1 (compilatie) (2000)
- O.S.T. (2002)
- ...Or Stay Tuned (2003)
- Stepfather (2006)
- The Om Years (compilatie) (2008)
- Fun DMC (2008)
- Carried Away (2009)
- Highlighter (2011)
- 12 Step Program (2014)
- American Men Vol.2 (compilatie) (2015)
- The Gettin' Off Stage, Step 1 (2015)
- The Gettin' Off Stage, Step 2 (2016)
- sincerely, The P (2019)